# Corinnomma afghanicum
Corinnomma afghanicum is een spinnensoort uit de familie van de loopspinnen (Corinnidae).
De wetenschappelijke naam van de soort werd in 1962 gepubliceerd door Carl Friedrich Roewer.